# شهرستان پاندرا (مونتانا)
شهرستان پاندرا، مونتانا (به انگلیسی: Pondera County, Montana) یک سکونتگاه مسکونی در ایالات متحده آمریکا است که در ایالت مونتانا واقع شده‌است.

## خصوصیات
شهرستان پاندرا ۴٬۲۴۷٫۶ کیلومترمربع مساحت دارد.